# SCO UNIX
SCO UNIX è una variante del sistema operativo Unix per computer IBM compatibili sviluppato dalla Santa Cruz Operation (SCO) tra il 1989 e il 2009.

## Storia
La prima versione, SCO UNIX System V/386 Release 3.2.0, venne pubblicata nel 1989 e, come il suo predecessore Xenix, non includeva il supporto per il TCP/IP o il sistema a finestre X Window System. Questi erano disponibili solamente acquistando il pacchetto OpenDesktop.
Nel 1995 SCO ha acquistato da Novell i codici sorgenti dello Unix AT&T, diventando la comproprietaria di tutti i diritti di licenza su Unix. SCO ha inoltre acquistato il sistema operativo UnixWare, cambiando contemporaneamente il nome di SCO Unix in SCO OpenServer 5. In questa versione venne aggiunto il supporto per gli eseguibili ELF e librerie condivise dinamiche.
Nell'agosto del 2000 SCO ha annunciato la vendita delle proprie divisioni software e servizi, e dei sistemi UnixWare e OpenServer a Caldera Systems, che nel 2002 ha cambiato nome in "SCO Group".
The SCO Group ha poi continuato a sviluppare OpenServer, che nel 2005 è giunto alla versione 6, che mantiene la compatibilità per le applicazioni sviluppate per Xenix per i microprocessori 80286 e successivi.

## Caratteristiche
SCO Unix è basato su Unix AT&T System V Release 3.2, con l'inclusione dei driver e delle utility presenti in Xenix, di cui è l'evoluzione. Successivamente SCO aggiunse la maggior parte delle caratteristiche di System V Release 4.

## Controversie legali
Forse anche a causa della confusione nata dalle continue cessioni dei diritti di unix, nel 2004 The SCO Group ha fatto causa a Novell per aver registrato un certo numero di copyright su Unix già registrati in precedenza da SCO.
Nel 2007 un tribunale americano, nella causa SCO contro Novell, ha stabilito invece che è Novell a detenere il copyright del codice Unix e UnixWare sviluppato prima del 1995.
La sentenza definitiva risale al novembre 2008 e conferma il precedente giudizio della corte, secondo la quale SCO Group deve più di 3,5 milioni di dollari a Novell per arricchimento indebito.